# Gran Premio d'Italia 1963
Il Gran Premio d'Italia 1963 è stato un Gran Premio di Formula 1 disputato l'8 settembre 1963 all'Autodromo nazionale di Monza. La gara fu vinta da Jim Clark, alla guida di una Lotus - Climax; questo risultato consegnò al pilota scozzese e alla sua scuderia rispettivamente il Titolo Piloti e il Titolo Costruttori, con ben tre gare d'anticipo sulla fine del Campionato.

## Prima della gara
- La Ferrari sostituì Willy Mairesse, gravemente infortunatosi durante il Gran Premio di Germania, con Lorenzo Bandini, che aveva già disputato alcuni Gran Premi per la Scuderia Centro Sud.
- La Lotus sostituì Trevor Taylor, vittima di un grave incidente durante il Gran Premio del Mediterraneo, non valido per il Mondiale, con Mike Spence.

## Prove libere
Gli organizzatori avevano previsto di correre sul circuito completo di 10 km ma il fondo molto sconnesso (e in alcuni punti rovinato) delle curve sopraelevate originarono molte critiche e causarono anche degli incidenti. Perciò, su richiesta dei piloti, già dal giorno successivo si ripiegò sul solo tracciato stradale da 5,75 km.

## Qualifiche

### Risultati
| Pos | No | Pilota                  | Auto                | Scuderia                    | Tempo  | Distacco |
| --- | -- | ----------------------- | ------------------- | --------------------------- | ------ | -------- |
| 1   | 4  | John Surtees            | Ferrari             | Scuderia Ferrari            | 1'37"3 |          |
| 2   | 12 | Graham Hill             | BRM                 | Owen Racing Organisation    | 1'38"5 | +1"2     |
| 3   | 8  | Jim Clark               | Lotus - Climax      | Team Lotus                  | 1'39"0 | +1"7     |
| 4   | 10 | Richie Ginther          | BRM                 | Owen Racing Organisation    | 1'39"2 | +1"9     |
| 5   | 24 | Dan Gurney              | Brabham - Climax    | Brabham Racing Organisation | 1'39"3 | +2"0     |
| 6   | 2  | Lorenzo Bandini         | Ferrari             | Scuderia Ferrari            | 1'40"1 | +2"8     |
| 7   | 22 | Jack Brabham            | Brabham - Climax    | Brabham Racing Organisation | 1'40"4 | +3"1     |
| 8   | 18 | Bruce McLaren           | Cooper - Climax     | Cooper Car Company          | 1'40"5 | +3"2     |
| 9   | 6  | Mike Spence             | Lotus - Climax      | Team Lotus                  | 1'40"9 | +3"6     |
| 10  | 32 | Innes Ireland           | BRP - BRM           | British Racing Partnership  | 1'41"6 | +4"3     |
| 11  | 58 | Jo Bonnier              | Cooper - Climax     | Rob Walker Racing Team      | 1'41"9 | +4"6     |
| 12  | 42 | Masten Gregory          | Lotus - BRM         | Tim Parnell                 | 1'42"1 | +4"8     |
| 13  | 20 | Tony Maggs              | Cooper - Climax     | Cooper Car Company          | 1'42"2 | +4"9     |
| 14  | 16 | Phil Hill               | ATS                 | Automobili Turismo e Sport  | 1'42"7 | +5"4     |
| 15  | 38 | Chris Amon              | Lola - Climax       | Reg Parnell Racing          | 1'42"9 | +5"6     |
| 16  | 54 | Jo Siffert              | Lotus - BRM         | Siffert Racing Team         | 1'43"3 | +6"0     |
| 17  | 30 | Jim Hall                | Lotus - BRM         | British Racing Partnership  | 1'43"8 | +6"5     |
| 18  | 40 | Mike Hailwood           | Lola - Climax       | Reg Parnell Racing          | 1'43"9 | +6"6     |
| 19  | 48 | Bob Anderson            | Lola - Climax       | DW Racing Enterprises       | 1'44"2 | +6"9     |
| 20  | 66 | Maurice Trintignant     | BRM                 | Scuderia Centro Sud         | 1'44"4 | +7"1     |
| 21  | 14 | Giancarlo Baghetti      | ATS                 | Automobili Turismo e Sport  | 1'46"8 | +9"5     |
| NQ  | 64 | Mario Araujo de Cabral  | Cooper - Climax     | Scuderia Centro Sud         | 1'44"8 | +7"5     |
| NQ  | 50 | Ian Raby                | Gilby - BRM         | Ian Raby Racing             | 1'45"1 | +7"8     |
| NQ  | 34 | Tony Settember          | Scirocco - BRM      | Scirocco Racing Cars        | 1'45"9 | +8"6     |
| NQ  | 28 | Carel Godin de Beaufort | Porsche             | Ecurie Maarsbergen          | 1'46"4 | +9"1     |
| NQ  | 62 | Ernesto Brambilla       | Cooper - Maserati   | Scuderia Centro Sud         | 1'50"3 | +13"0    |
| NQ  | 46 | André Pilette           | Lotus - Climax      | Privato                     | 1'53"7 | +16"4    |
| NQ  | 44 | Roberto Lippi           | De Tomaso - Ferrari | Scuderia Settecolli         | 2'03"9 | +26"6    |
| WD  | 26 | Gerhard Mitter          | Porsche             | Ecurie Maarsbergen          |        |          |
| WD  | 36 | Ian Burgess             | Scirocco - BRM      | Scirocco Racing Cars        |        |          |
| WD  | 52 | Günther Seiffert        | Lotus - BRM         | Rhein-Ruhr Racing Team      |        |          |
| WD  | 56 | Carlo Mario Abate       | Porsche             | Conte G.Volpi               |        |          |
| WD  | 60 | Gaetano Starrabba       | Lotus - Climax      | Privato                     |        |          |

## Gara
Amon non prese parte alla gara dopo essersi infortunato in un incidente durante il warm up.
Al via Hill prese la testa della corsa, davanti a Surtees e Clark; nel corso del quarto passaggio il pilota della BRM fu sopravanzato da entrambi i rivali, che cominciarono a contendersi la prima posizione e lo distanziarono. Al 17º giro Surtees fu costretto al ritiro da problemi al motore. Clark prese quindi il comando, ma fu raggiunto da Gurney e Hill.
I tre si contesero la vittoria per gran parte della gara, scambiandosi più volte le posizioni, ma dopo 49 tornate Hill rallentò per via di problemi alla frizione, scivolando nelle retrovie e dovendo poi abbandonare la gara.
Al 63º giro anche Gurney ebbe dei problemi meccanici e Clark poté così permettersi di amministrare la gara, tagliando il traguardo in prima posizione. Secondo si piazzò Ginther, unico pilota a pieni giri, mentre McLaren conquistò il gradino più basso del podio. Ireland (ritiratosi a due tornate dal termine per un guasto al motore), Brabham e Maggs chiusero a punti.

### Risultati
| Pos | No | Pilota              | Costruttore      | Giri | Tempo/Ritiro      | Partenza | Punti |
| --- | -- | ------------------- | ---------------- | ---- | ----------------- | -------- | ----- |
| 1   | 8  | Jim Clark           | Lotus - Climax   | 86   | 2h24'19"6         | 3        | 9     |
| 2   | 10 | Richie Ginther      | BRM              | 86   | +1'35"0           | 4        | 6     |
| 3   | 18 | Bruce McLaren       | Cooper - Climax  | 85   | +1 giro           | 8        | 4     |
| 4   | 32 | Innes Ireland       | BRP - BRM        | 84   | Motore            | 10       | 3     |
| 5   | 22 | Jack Brabham        | Brabham - Climax | 84   | +2 giri           | 7        | 2     |
| 6   | 20 | Tony Maggs          | Cooper - Climax  | 84   | +2 giri           | 13       | 1     |
| 7   | 58 | Jo Bonnier          | Cooper - Climax  | 84   | +2 giri           | 11       |       |
| 8   | 30 | Jim Hall            | Lotus - BRM      | 84   | +2 giri           | 16       |       |
| 9   | 66 | Maurice Trintignant | BRM              | 83   | +3 giri           | 19       |       |
| 10  | 40 | Mike Hailwood       | Lola - Climax    | 82   | +4 giri           | 17       |       |
| 11  | 16 | Phil Hill           | ATS              | 79   | +7 giri           | 14       |       |
| 12  | 48 | Bob Anderson        | Lola - Climax    | 79   | +7 giri           | 18       |       |
| 13  | 6  | Mike Spence         | Lotus - Climax   | 73   | Motore            | 9        |       |
| 14  | 24 | Dan Gurney          | Brabham - Climax | 64   | Iniezione benzina | 5        |       |
| 15  | 14 | Giancarlo Baghetti  | ATS              | 63   | +23 giri          | 20       |       |
| 16  | 12 | Graham Hill         | BRM              | 59   | Frizione          | 2        |       |
| Rit | 54 | Jo Siffert          | Lotus - BRM      | 40   | Pressione olio    | 15       |       |
| Rit | 2  | Lorenzo Bandini     | Ferrari          | 37   | Cambio            | 6        |       |
| Rit | 42 | Masten Gregory      | Lotus - BRM      | 26   | Motore            | 12       |       |
| Rit | 4  | John Surtees        | Ferrari          | 16   | Motore            | 1        |       |
| NP  | 38 | Chris Amon          | Lola - Climax    |      | Infortunato       |          |       |

## Statistiche

### Piloti
- 1º titolo Mondiale per Jim Clark
- 8° vittoria per Jim Clark
- 10º giro più veloce per Jim Clark
- 1º Gran Premio per Ernesto Brambilla e Mike Spence
- Ultimo Gran Premio per Roberto Lippi, Carlo Abate e Tony Settember

### Costruttori
- 1º titolo Mondiale per la Lotus
- 13ª vittoria per la Lotus
- 20° podio per la BRM
- Ultimo Gran Premio per la Gilby

### Motori
- 27° vittoria per il motore Climax

### Giri al comando
- Graham Hill (1-3, 24-26, 29-30, 32, 34-35, 37, 39-41)
- John Surtees (4-16)
- Jim Clark (17-23, 28, 36, 42-45, 48-51, 53-54, 56-86)
- Dan Gurney (27, 31, 33, 38, 46-47, 52, 55)

## Classifiche

### Piloti
| Pos. | Pilota                  | Punti |
| ---- | ----------------------- | ----- |
| 1    | Jim Clark               | 51    |
| 2    | Richie Ginther          | 24    |
| 3    | John Surtees            | 22    |
| 4    | Bruce McLaren           | 14    |
| 5    | Graham Hill             | 13    |
| 6    | Dan Gurney              | 12    |
| 7    | Tony Maggs              | 9     |
| 8    | Innes Ireland           | 6     |
| 9    | Jack Brabham            | 5     |
| 10   | Jo Bonnier              | 3     |
|      | Gerhard Mitter          | 3     |
|      | Jim Hall                | 3     |
| 13   | Lorenzo Bandini         | 2     |
| 14   | Carel Godin de Beaufort | 1     |
|      | Ludovico Scarfiotti     | 1     |
|      | Trevor Taylor           | 1     |
|      | Jo Siffert              | 1     |

### Costruttori
| Pos. | Team             | Punti   |
| ---- | ---------------- | ------- |
| 1    | Lotus - Climax   | 51 (52) |
| 2    | BRM              | 28      |
| 3    | Ferrari          | 22      |
| 4    | Cooper - Climax  | 21      |
| 5    | Brabham - Climax | 15      |
| 6    | BRP - BRM        | 6       |
| 7    | Lotus - BRM      | 4       |
|      | Porsche          | 4       |